# Loon op Zand
Loon op Zand és un municipi de la província del Brabant del Nord, al sud dels Països Baixos. L'1 de gener del 2009 tenia 22.971 habitants repartits sobre una superfície de 50,72 km² (dels quals 0,55 km² corresponen a aigua). Limita al nord amb Waalwijk, a l'oest amb Dongen, a l'est amb Heusden i al sud amb Tilburg.

## Centres de població
- De Moer
- Kaatsheuvel
- Loon op Zand

## Ajuntament
- GemeenteBelangen 6 regidors
- PvdA 4 regidors
- CDA 4 regidors
- VVD 2 regidors
- Lijst Loon op Zand 1 regidor
- GroenLinks 1 regidor
- BurgerBelang 1 regidor